# Kan (песма)
 (хебр. כאן; у преводу Овде) песма је на хебрејском језику која је у извођењу Орне и Моше Даца представљала Израел на Песми Евровизије 1991. у Риму. Било је то седамнаесто по реду учешће Израела на том такмичењу. Музику и текст за песму написао је познати израелски композитор Узи Хитман. Песма има патриотски карактер и говори о љубави Јевреја према својој домовини. 
Током финалне вечери Евросонга која је одржана 4. маја у Филмском студију Чинечита у Риму, израелска песма је изведена 15. по реду. Са освојених 139 бодова заузела је укупно 3. место у конкуренцији 22 композиције, свега седам бодова мање од победничке песме Fångad av en stormvind Швеђанке Кароле Хегквист.

## Поени у финалу
| 12 поена                       | 10 поена                               | 8 поена                              | 7 поена  | 6 поена          |
| ------------------------------ | -------------------------------------- | ------------------------------------ | -------- | ---------------- |
| Југославија · Турска · Шпанија | Исланд · Данска · Уједињено Краљевство | Малта · Швајцарска · Ирска · Немачка | Норвешка | Шведска · Финска |
| 5 поена                        | 4 поена                                | 3 поена                              | 2 поена  | 1 поен           |
| Грчка · Луксембург · Кипар     | Португалија                            | Француска                            | —        | —                |